# Koffoleania
Koffoleania là một chi bướm đêm thuộc họ Noctuidae.